# Jean Barclay
Pour les articles homonymes, voir Barclay.
Jean Barclay (1582, Pont-à-Mousson - 1621, Rome) est un écrivain catholique français d'origine écossaise du premier quart du XVIIe siècle. Il est l'un des derniers humanistes, un homo europeanus.

## Biographie

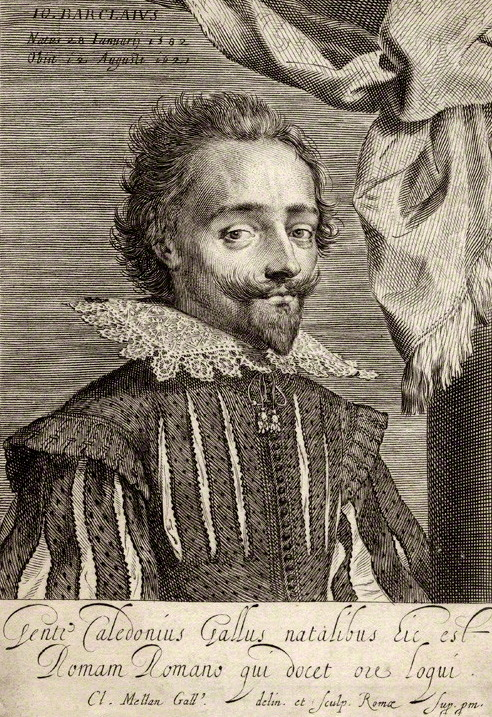
Jean Barclay.

Il était fils de l'écossais William Barclay, réfugié en France après 1573, qui étudia le droit à l'Université de Bourges avant d'y être retenu comme lecteur des Institutes et qui vint ensuite, dès 1576, à Pont-à-Mousson, où il contribua à l'érection de la première faculté de droit.
À la fin de l'année 1601, Jean Barclay quitta le sérail universitaire lorrain et entreprit une vie itinérante. Il séjourna à Paris et en Italie, peut-être aussi aux Pays-Bas, avec plusieurs passages à Angers où son père, qui avait renoncé à son poste lorrain, enseignait depuis janvier 1604. À l'automne 1605, Jean Barclay partit vivre à Londres. Le roi Jacques Ier lui témoigna sa faveur et l'appointa comme gentilhomme ordinaire de sa chambre.
En 1609, il publia un ouvrage polémique relatif à la question de l'ultramontanisme, De potestate papae, que son père, décédé en juillet 1608, avait laissé. Cette publication déclencha une vive controverse avec Robert Bellarmin, puis avec le jésuite Andreas Eudaemon-Joannes. L'ouvrage fut mis à l'index. C'est durant sa période anglaise que Jean Barclay noua une amitié épistolaire durable avec Peiresc. Ce dernier assura par la suite la défense et la promotion de l'œuvre de Barclay, en particulier de l'Argenis.
En 1615, Jean Barclay quitta Londres pour aller vivre définitivement à Rome, où on lui avait promis un rang honorable à la cour pontificale. Il publia de nouveaux écrits dans le but d'établir son orthodoxie. Il se lia notamment d'amitié avec le Cardinal Barberini, futur pape Urbain VIII. Il mourut à Rome le 12 août 1621.

## Œuvres (liste non exhaustive)
- In P. Statii Papinii Thebaidis Libros III Commentarii et in Totidem Sequentes Notae (un commentaire des trois premiers livres de la Thébaïde de Stace), Pont-à-Mousson, Melchior Bernard, 1601.
- [...] Carmen gratulatorium, Paris, sn,1603 (sur le couronnement de Jacques Ier).
- Series patefacti nuper parricidii, in ter maximum regem regnumque Britanniae cogitati et instructi[3], Londres, Robert Barker, 1605 (sur la Conspiration des poudres).
- Sylvae, Londres, Robert Barker, 1606.
- Euphormionis Lusinini satyricon (abrégé en Euphormio, le plus souvent), Paris, François Huby, 1605 (deux éditions de la première partie) ; Paris, François Huby, 1607 (première édition de la deuxième partie). Pour les rééditions, voir Dukas (Bibliographie).

- Euphormionis satyrici apologia pro se, François Huby, 1610 (présentée comme la troisième partie de l' Euphormion ; réponse aux attaques lancées contre l'Euphormion, qui avait été mis à l'Index en décembre 1608).
- Joannis Barclaii pietas, sive publicae pro regibus ac principibus et privatae pro Guilielmo Barclaio parente vindiciae..., Paris, P. Mettayer, 1612.
- Icon animorum, Londres, Paris, 1614.
- Poematum libri duo, Londres, E. Griffin, 1615.
- Paraenesis ad sectarios libri II, Rome, B. Zannetti, 1617 ; Cologne, J. Kinckius, 1617, 1625.
- Virtus vindicata : sive Polieni Rhodiensis Satyra in depravatos orbis incolas[4], sl. nn., 1617 (attribution).
- Argenis, Nicolas Buon, Paris, 1621.

## Euphormion
Satire allégorique, ouvrage portant principalement les vues et les goûts de Jacques Ier, Paris, 1605, pour la première partie (deux éditions la même année, la seconde étant très remaniée) ; Paris, 1607, pour la seconde partie. Dans la première partie, Barclay donne une vision romancée et fantasmatique de la vie de son père. La seconde partie est plutôt autobiographique. 
L' Apologia Euphormionis pro se et l' Icon Animorum ont parfois été présentées comme troisième et quatrième partie de l' Euphormion. Toutefois ces deux textes ne sont pas des fictions et ne sont reliés que de manière lâche (le premier est une apologie de l'Euphormion et le second est un portrait satirique des différents peuples d'Europe) aux deux premières parties, qui se suivent et forment un tout.
Traductions françaises (plus ou moins complètes) de l'Euphormion : Paris, Jean Petit-Pas, 1625 (trad. de Jean Tournet) ; Paris, Antoine Estoct, 1626 (trad. de M. Nau) ; Paris, Jean Guignard, 1640 (trad. de Jean Bérault) ; Anvers, Héritiers de Plantin, 1711 ; Amsterdam, Jansson à Waesberge, 1712-1713 ; Amsterdam, François L'Honoré, 1733 (libre adaptation par Drouet de Maupertuy). Pour la réédition moderne de la traduction de Jean Bérault et pour les traductions anglaises et allemandes, voir la Bibliographie ci-dessous.

## Icon animorum
Publié à Londres et à Paris en 1614. C'est un essai de description et de classification, d’après nature, des traits qui font les différences et les ressemblances entre les Européens. Barclay observe leurs signes intérieurs et extérieurs, qui tiennent tantôt aux conditionnements de la nature humaine et de l’éducation, tantôt aux caractères des nations et aux déterminations sociales ou professionnelles. L’homme européen trouve ici une de ses premières définitions, la plus contrastée qui soit, mêlant l’histoire et la géographie, la culture et les idéaux religieux sécularisés, dans un manuel qui échappe à toute catégorisation en genre, multiplie les perles d’écriture et oblige le lecteur d’aujourd’hui à méditer sur ses préjugés invétérés. Ce texte s’apparente au premier abord à un traité de morale ; il débute dans le style de Montaigne par un vaste développement sur l’enfance, l’éducation, la formation des premiers vices et des premières vertus, pour se consacrer ensuite à une analyse comparée des différents peuples d’Europe et de leurs tempéraments ; il s’achève par une enquête inquiète sur les métiers de ses lecteurs potentiels dont il est le miroir. Miroir de l’honnête homme ou bien anamorphose, ce texte trouble  est aussi l’ébauche d’un traité politique méditant sur la prudence d’une façon singulière dans ce XVIIe siècle dominé par la raison d’État. Tel quel, il mérita de se trouver sur la table de chevet de Leibniz au moment de sa mort.
Traductions françaises : Le Portrait des esprits, Reims, N. Constant, 1623 ; Paris, Nicolas Buon ou Samuel Thiboust, 1625 (trad. de Nanteuil de Boham). – Le Tableau des esprits, Paris, Jean Petit-Pas, 1625 (trad. possible de Jean Tournet). Pour les reprises et autres traductions, voir A. Collignon (Bibliographie).

## Argénis
Jean Barclay est connu pour son Argenis, roman allégorique écrit en latin et mêlé de prose et de vers, où il trace le tableau des vices et des révolutions des cours. Ce livre, estimé par Richelieu, est remarquable par l'élégance de style. Publié d'abord à Paris par Nicolas Buon en 1621, il a été réimprimé fréquemment , avec une clef des personnages.
Traduction française : Paris, Nicolas Buon, 1623 (trad. de Pierre de Marcassus ; figures de Claude Mellan et Léonard Gaultier). Pour les autres traductions et les continuations, voir l'étude d'A. Collignon (Bibliographie).